# 에이초 지진

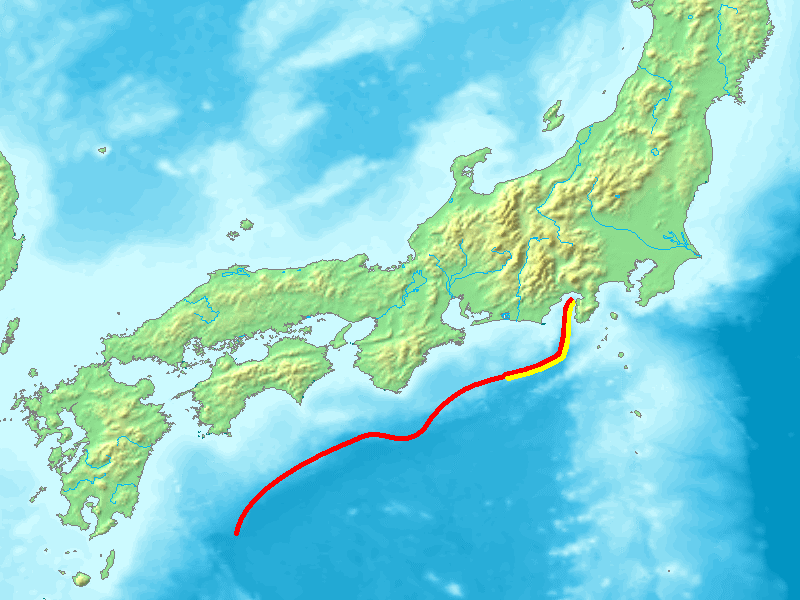
난카이 해곡

에이초 지진(일본어: 永長地震)는 1096년 12월 11일(12월 17일, 가호 3년)에 일본에서 발생한 지진이다. 난카이 해곡에서 발생한 지진으로 추정되고있다. 지진 규모는 M8.0-8.5. 황거의 대극전이 피해를 입었다. 도다이지의 큰 종이 떨어지고 오미국의 세이타 다리가 붕괴되었다. 해일로 스루가의 민가와 사찰 400여 채가 유실되었다. 기나이, 비와호, 이비강 유역에 강한 진동을 느꼈으며 스루가만에 막대한 해일 피해를 입었다는 기록을 통해 도카이 해역에 지진이 일어났다고 추정하고 있다. 에이초 지진 2년 2개월 후 코와 지진이라는 이름의 난카이 지진이 일어났던 것으로 추정되나 그 존재에 관해선 논쟁이 계속되고 있다.

## 참고 문헌
- 国立天文台 『理科年表 令和3年』 丸善 P.772 ISBN 978-4-621-30560-7